# Cô Tuyết
Cô Tuyết (Hán-Việt: A Tuyết, tiếng Anh: Ah-Xue) là một bộ phim truyền hình Singapore, trình chiếu lần đầu năm 1996.

## Nội dung
Đệ nhị Thế chiến trôi qua đã để lại cho đảo quốc Singapore nhiều nỗi đau khổ và mất mát. Truyện phim kể về những người Singapore hiền lành và can đảm đã cố gắng vươn lên trong đắng cay.
Phần I:
Cô Tuyết đại diện cho một lớp người Singapore như vậy.
Vào những năm đó có rất nhiều trẻ em đói khổ lang thang. Phim bắt đầu với một nhóm trẻ em trong đó lớn nhất là cô gái tên Phương, còn nhỏ nhất là một cô bé không có tên, sau này mới được Phương đặt tên cho Tuyết. Lũ trẻ ở bên nhau rất vui vẻ nhưng Phương nhận thấy cứ kéo dài tất cả sẽ chết đói cho nên cô đành cho những đứa trẻ đi làm con nuôi còn bản thân đi lấy chồng. Trước khi chia tay, bọn trẻ khắc ký hiệu vào một quả cầu mây trôn dưới gốc cây, hẹn sau này gặp lại sẽ đào lên.
Riêng Tuyết vì còn quá nhỏ nên không ai chịu nhận nuôi, Phương đành phải đưa cô bé vào trại cải tạo, nơi nhốt nhiều ả gái điếm và có nhiều người bị bệnh hoa liễu. Vì nhỏ nhất nên Tuyết bị bắt nạt và có cô gái đứng ra bảo vệ Tuyết. Cô gái đó tình cờ cũng tên là Phương. Cao Mỹ Phương vốn là đầu bếp của nhà giàu, bà chủ ghen tuông nên ném cô vào trại cải tạo. Tuyết bị sởi, mọi người nhầm tưởng cô bé bị hoa liễu nên bắt nhốt lại.
Lâm Thụ Căn là một anh chàng kéo xe nghèo đến trại cải tạo để “mua” vợ. Thụ Căn vừa gặp đã thích Phương liền chuộc cô về. Nhưng về đến nhà Phương cũng bị nhầm là mắc bệnh hoa liễu và bị mọi người bao gồm cả Thụ Căn ghét bỏ. Đến lúc biết Phương là bị sởi Thụ Căn mới thay đổi thái độ, Phương thì ấm ức. Thụ Căn hứa sẽ chuộc Tuyết về Phương mới tha thứ cho anh.
Hai vợ chồng mở quán ven đường, ông chủ Lý Nhất Quần ăn thử món canh Phương nấu hiểu nhầm là Thụ Căn nấu liền thuê anh làm đầu bếp nhà hàng của mình. Hai vợ chồng chuộc được Tuyết về, đặt tên đầy đủ là Lâm Phi Tuyết và nhận làm con nuôi. Ông chủ Lý cũng rất yêu quý Tuyết.
Bấy giờ Phương đang có mang, Thụ Căn đã cố gắng học để trở thành đầu bếp đích thực. Trịnh Thái, trợ lý của ông chủ Lý vì ghen ghét nên hãm hại khiến nhà họ Lâm mất đi tất cả. Ông chủ Lý lại đang đi vắng nên bọn họ không có ai giúp đỡ. Vợ chồng Thụ Căn không đành lòng nhưng buộc phải bán Tuyết đi vì không nuôi nổi cô bé.
Tuyết bị bán đến nhà ông chủ Hải, là bạn và đối thủ của ông chủ Lý. Tại đây cô bé gặp lại Trương Tiểu Hoa, cậu bé cùng trong nhóm trẻ ăn xin. Ông chủ Hải từng thấy Tuyết chơi cùng ông chủ Lý nên nhận ra cô bé. Hai ông Lý – Hải giúp Tuyết trở về nhà họ Lâm và phá được đường dây buôn bán trẻ em do tên Sáu cầm đầu. Trịnh Thái cũng bị bắt vì là đồng phạm. Phương sinh thêm một đứa con gái, ông Lý đặt tên là Tuệ Tâm. Tiểu Hoa thì được chú Minh, bạn tốt của Thụ Căn nhận nuôi. Một lần 2 đứa bé đào quả cầu mây lên rồi lại chôn lại, không biết rằng ông Lý đã nhìn thấy...
Mười mấy năm sau, Tuyết đã trở thành một thiếu nữ sinh đẹp. Chú Minh trở thành cảnh sát, Tiểu Hoa thành một thanh niên giỏi võ nghệ. Hai vợ chồng Thụ Căn xây dựng được một khách sạn nhỏ tên là Nam Phương. Tuyết và Tiểu Hoa cũng gặp lại 2 người bạn thuở nhỏ là anh Lý, anh Đô. Đúng lúc này chiến tranh thế giới nổ ra, mọi thanh niên đều phải nhập ngũ.
Lý Vỹ Quang, con trai của ông Lý là công tử nhà giàu nhưng khiêm tốn, giản dị đã cùng Tiểu Hoa gia nhập đội du kích. Vỹ Quang có vẻ quan tâm đến Tuyết làm Tiểu hoa ghen tuông. Quân Nhật tràn vào Singapore, Trịnh Thái đã theo phe Nhật bắn chết Thụ Căn. Tuệ Tâm và Vỹ Quang cũng bị bắt. Vỹ Quang được anh họ Lưu Hiểu Đông chuộc ra nhưng không đủ tiền chuộc Tuệ Tâm. Trương Tiểu Hoa trộm gỗ làm quan tài cho Thụ Căn bất ngờ được tên Sáu giúp. Hóa ra ông Sáu đã nhận ra Tiểu Hoa chính là con trai mình. Năm xưa vì con trai nhỏ bị bắt cóc nên ông Sáu mới theo đường dây buôn bán trẻ em để tìm con rồi dần dần biến chất. Ông Sáu nói giờ mình giả vờ làm việc cho bọn Nhật chứ thực ra ông ở trong Đội du kích 106 nhưng Tiểu Hoa không tin.
Đội du kích 106 giải cứu những trẻ em bị quân Nhật bắt trong đó có Tuệ Tâm. Tiểu Hoa hiểu nhầm ông Sáu muốn hại Tuệ Tâm nên bắn ông bị thương, sau đó mới biết ông Sáu chính là Đội trưởng của Đội du kích. Tiểu Hoa hối hận chắn đạn cho ông Sáu và bị thương ở chân. Tử đó Tiểu Hoa bị què chân, trở nên tự ti không dám yêu Tuyết. Singapore giải phóng, Trịnh Thái giả vờ đầu hàng quân Đồng minh rồi giết ông Sáu sau đó bỏ trốn. Tiểu Hoa phát hiện ra hắn, cả hai đánh nhau rồi cùng rơi xuống biển, mất tích.
Mấy năm trôi qua, Tuệ Tâm cũng đã thành một thiếu nữ có biệt tài đánh cầu lông, Tuyết cũng học lớp với Tuệ Tâm. Tại đám cưới của anh Lý, Tuyết nhìn thấy Trương Tiểu Hoa. Ông Lý lúc này mở một khách sạn lớn để Vỹ Quang làm giám đốc. Tuệ Tâm cũng xin vào làm thư ký cho Vỹ Quang. Cùng lớp với Tuệ Tâm có cô gái Trịnh Linh Linh rất xấu tính. Vì tranh giành suất thi đấu cầu lông với Tuệ Tâm, Trịnh Linh Linh thuê người làm bị thương tay Tuệ Tâm sau đó còn tiết lộ chuyện Tuyết và Tuệ Tâm không phải chị em ruột. Tuệ Tâm hoang mang nên đã thua trong trận đấu. Tuyết tức giận thách đấu Trịnh Linh Linh và chiến thắng nhưng cuối cùng Tuyết nhường suất thi đấu cho Trịnh Linh Linh vì không muốn em gái tức giận.
Tuệ Tâm giả vờ giận hờn Tuyết, thực chất tạo cơ hội cho Trương Tiểu Hoa và Tuyết làm lành với nhau. Vỹ Quang cũng tỏ tình với Tuệ Tâm. Trịnh Linh Linh ghen tị vu oan Tuệ Tâm lấy trộm đồ nhưng bị phát hiện cuối cùng lĩnh án 3 tháng tù. Mọi người cũng phát hiện bố Trịnh Linh Linh chính là Trịnh Thái, nay đã đổi tên thành Trịnh Đông Dương nhưng không có bằng chứng nên không làm gì được hắn. Ông Lý bất ngờ gọi Tuyết đến nói những câu kì lạ rồi bất ngờ qua đời để lại cho Tuyết câu hỏi không thể giải đáp: ông Lý có phải cha ruột của Tuyết hay không?
Hai chị em Tuyết, Tuệ Tâm cùng tổ chức đám cưới với Tiểu Hoa và Vỹ Quang. Nhưng sau khi kết hôn Tuệ Tâm vẫn mải mê tập luyện đánh cầu lông làm Vỹ Quang giận dữ. Nhờ Tuyết khuyên bảo 2 vợ chồng mới làm lành. Hai chị em mang thai cùng lúc rồi sinh ra hai đứa con trai cùng một ngày. Trịnh Thái buôn lậu vũ khí bị ông Minh bắt. Hắn chạy trốn rồi bắt cóc hai đứa trẻ dụ Tuyết đến. Trong lúc tay bị thương chỉ cứu được một đứa bé, Tuyết lựa chọn hy sinh con mình cứu con Tuệ Tâm. Vỹ Quang bị mất chức giám đốc khách sạn vào tay Lưu Hiểu Đông (giờ đã cưới em gái Vỹ Quang) cho nên chán nản bế con bỏ đi Mỹ. Bà Cao Mỹ Phương qua đời vì bệnh tim, Tuệ Tâm không có kinh nghiệm bị Trịnh Linh Linh lừa khiến khách sạn sắp rơi vào tay Trịnh Linh Linh. Để giữ lại khách sạn Nam Phương, Tuyết nhờ anh Đô, giờ là một luật sư, làm giả di chúc khách sạn để lại cho mình đồng thời tuyên bố con của Tuệ Tâm đã chết, Vỹ Quang bế nhầm con của Tuyết đi.
Tuyết giành lại được khách sạn, Tuệ Tâm hẹn Tuyết đến bến tàu trước khi bỏ đi. Nhưng Tuyết chưa kịp đi lại nhận được tin tức nơi ẩn náu của Trịnh Thái. Tiểu Hoa và Tuyết xông đến giết được Trịnh Thái, Trịnh Linh Linh cũng bị Tuyết bắn què chân. Khi trở về, Tuệ Tâm đã đi mà không kịp nghe Tuyết giải thích.

## Diễn xuất
- Hoàng Thế Nam
- Hoàng Văn Vĩnh
- Lý Cẩm Mai
- Trần Thái Minh
- Hồng Huệ Phương
- Thành Kiến Huy
- Châu Sơ Minh
- Hoằng Vinh

## Sản xuất
- Ca khúc chủ đề: Cô Tuyết[2] (阿雪)
  - Mộc Tử (木子) soạn nhạc
  - Quách Trọng Ân (郭仲恩) soạn lời
  - Lương Lệ Vinh (梁麗榮) trình bày

有谁会疼我像你那样疼
从早晨陪我孤单到黄昏
黑夜还用寂寞去等
又为我点亮一盏灯
好希望我能爱你一样深
当你被烦恼折腾的时分
有一个能倾诉的人
不必再饮泣吞声
吹呀吹的风 吹乱一生已朦胧
飘呀飘的云 就像你难捉摸的心
吹呀吹的风 吹不散你的笑容
飘呀飘的歌飘来飘去的人生